# Higher Cemetery w Exeterze
Higher Cemetery (także Exeter Higher Cemetery) – cmentarz komunalny w Exeterze, w Anglii (Wielka Brytania), w dzielnicy Heavitree, największy spośród trzech czynnych cmentarzy na terenie tego miasta. Otwarty w 1866 roku, jest miejscem pochówku ponad 70 tys. osób. Znajduje się na nim ponad 12 tys. nagrobków.
Dwie kaplice cmentarne, dom dozorcy oraz pomnik–krzyż upamiętniający ofiary I wojny światowej są zabytkami klasy II. Na cmentarzu znajduje się także pomnik ku czci ofiar pożaru teatru Theatre Royal w 1887 roku, najtragiczniejszego w brytyjskiej historii. Większość spośród 186 ofiar pochowana została w mogile zbiorowej na tymże cmentarzu.
Na terenie cmentarza znajduje się 406 grobów wojennych, opiekę nad którymi sprawuje Komisja Grobów Wojennych Wspólnoty Narodów (Commonwealth War Graves Commission). Większość znajduje się w dedykowanych kwaterach wojennych, część rozproszona jest po cmentarzu. 223 groby należą do żołnierzy poległych w I wojnie światowej, w tym zmarłych pacjentów ulokowanych na terenie miasta szpitali wojskowych. W pozostałych 183 spoczywają polegli w II wojnie światowej. Wśród pochowanych znajduje się 318 Brytyjczyków, 31 Polaków (większość służyła w Polskich Siłach Powietrznych), 30 Niemców (w większości lotników Luftwaffe) 15 Kanadyjczyków, 9 Australijczyków, 2 Nowozelandczyków i 1 Włoch.